# 葉繼歡
葉繼歡（1961年6月12日—2017年4月19日），出生於廣東海豐，17歲偷渡到香港紅磡大環山居住，是一名罪犯，曾於香港犯下多宗涉及槍械、爆炸品、拒捕、越獄等的嚴重案件（但最終並未因行劫的罪名被定罪），外號阿狗人、大賊、賊王，一度成為頭號通緝犯，1996年再次偷渡到香港企圖犯案時落網，下半身中槍導致癱瘓，1997年審訊後在赤柱監獄服刑。2017年4月19日凌晨1時2分，葉繼歡因肺癌在瑪麗醫院羈留病房離世，終年56歲。

## 偷渡早期
1978年，葉繼歡曾在劉鑾雄旗下的風扇廠工作，當時任職摩打部，翌年劉的風扇廠搬至葵涌，自此離職。2006年，劉鑾雄被指幫助葉繼歡籌錢打官司，但劉鑾雄否認此事，只承認其名下慈善基金有資助葉繼歡在廣州的妻女。劉並表示葉繼歡當年任職期間是乖員工，沒有跟隨其他同事罷工。

## 被捕與越獄
離職後，葉繼歡涉嫌於1984年連環搶劫尖沙咀景福金行及中環置地迪生錶行。警務處知悉葉欲把賊贓出售以償還賭債，刑事情報科跟蹤支援隊警長李光明被委派喬裝買家接贓，帶24萬元（港幣，下同）現金與葉接洽。李與3名同僚到達當時的灣仔中環廣場地盤，左邊腰間有槍的葉只同意李一人上車交易。為了令葉的雙手離槍，李拿出10萬元的千元現鈔，趁葉點算時撲向他表露身分，遇到猛烈反抗，最後在同僚協助下拘捕葉。然而因證據不足，葉行劫罪不成立，處理贓物及無牌管有槍械罪成，判囚18年。1986年5月22日，上訴法院一度判葉繼歡就兩項處理贓物罪的上訴得直，並下命在地方法院重審這兩項控罪。律政司其後再上訴樞密院司法委員會，1987年12月7日樞密院判律政司上訴得直，定罪恢復，發還上訴法院處理葉繼歡就判刑的上訴。1988年5月31日，上訴法院把葉繼歡的刑期減至16年。
1989年8月4日，葉在赤柱監獄服刑期間訛稱腹痛，被押往瑪麗醫院檢查，其間葉突然表示內急須去廁所。葉在廁所找到兩個玻璃瓶，打破其一作武器，之後雙手各執銳利玻璃瓶衝出廁所威嚇兩名戒護人員並衝出醫院大門。葉繼歡強行挾持了一輛停在醫院門口的客貨車，車上有37歲客貨車司機及其6歲兒子，葉以兒子為人質，威迫司機開車載他離去，途中又逼令司機把衣服及鞋脫下讓他換上，最後在黃竹坑下車轉乘巴士逃逸。

## 金行連環劫案
葉繼歡匿藏兩年後，1991年6月9日，觀塘物華街發生連環金行劫案。懷疑以葉繼歡為首的5名兇悍匪徒，分持四支56式自動步槍(中國仿製AK-47)及多支54式黑星手槍，身著防彈衣，有計劃及有組織地先在香港島銅鑼灣劫持一輛客貨車及人質，駛過觀塘物華街，連環搶劫一列5間珠寶金行，且與到場圍捕警員發生激烈槍戰，雙方駁火逾40槍，搶匪逃逸。事後清點，共計遭搶總值1,000萬元的金飾。
葉繼歡後來再次被捕之後，並沒有就此劫案被控告任何罪名。
1993年1月6日中午，彌敦道謝瑞麟金行遇劫，賊人與警察駁火12槍，再搶得市值逾300萬元之金飾，一名懷孕女護士身中流彈死亡。附近市民用攝錄機拍下打劫和開槍的場面，震驚全港。 3日後，8名持兩支56式自動步槍和多支手槍的賊人打劫大埔道兩間金行，共搶得700多萬元之金飾，向警察開槍60多發，且挾持人質及向救護車開槍，導致3人受傷。葉被列為頭號通緝犯，警方懸賞100萬元通緝，但葉繼歡被捕後從來沒有就這幾宗持械行劫案被控。
葉繼歡被捕後一直否認為片段中的人，亦否認有參與此案，並強調自己從未殺人。

## 再次被捕
1996年5月，葉繼歡集團懷疑與張子強合謀綁架香港超級富豪李嘉誠的長子李泽钜，勒索港幣10億3千8百萬元。葉繼歡在作案前10天攜帶軍火返港，意外與警方交火，重傷被捕，但葉的同夥懷疑仍參與了綁架案。
1996年5月13日，葉繼歡與兩同夥攜大批槍械與三硝基甲苯偷渡回港於西環登岸，因上岸途中遇上軍裝巡邏小隊警察，當差二十年的高級警員譚健峰（編號16117）、當差十年的警員周效良（編號45533）和1995年7月入職十四个月的警員陳志成（編號33753）見他形跡可疑，上前查問，兩名賊人用槍指向警察，周效良向葉背部發射4槍，葉下身中彈就擒，從此下身不遂。
1997年葉被判逃離合法羈押、無牌管有槍械及彈藥、使用槍械及彈藥意圖抗拒合法逮捕、意圖危害生命或財產而管有爆炸品罪名成立，共判監30年，連同1989年越獄前未服完的刑期合共需要服刑41年零3個月。1999年上訴庭改判他入獄36年零3個月。其後他再向終審法院就申請上訴許可，指上訴法庭判刑時未有考慮他在槍戰中受重傷致永久傷殘，要求進一步減刑，但遭到駁回。

## 服刑期間
葉繼歡在獄中受到基督的感化，於2004年2月受洗。在獄中以五頁親筆信回覆基督教雜誌《天使心》，分享成為「賊王」以及在獄中歸主的經歷。他每主日均在獄中參加崇拜，並與參觀監獄的青少年見面，亦經常鼓勵其他囚友出獄後要改過自新。
叶继欢被指涉嫌在2009年4月30日赤柱監獄醫院大樓1樓1號室內，襲擊一級懲教助理谷源科。當時谷為葉清洗左方臀部半年前生出的毒瘡，其間當谷完成清洗程序，打算為葉包紮傷口時，葉突然半聲不響地以6吋半長的原子筆施襲，令谷的左頸擦損流血，谷即時捉住葉的雙手，並按在床上，成功把葉制服。葉自辯時指當日遭事主粗口威嚇及設計陷害，表示若有傷人會承認。
2009年11月6日第三日聆訊時表示不適，在庭上一度暈倒失去知覺，律師致電緊急救助電話。到場的救護人員遭懲教人員拒諸門外，經一番推擠才成功進入拘留室為葉施行急救。雖然救護人員認為葉有即時送院需要，但懲教署以甲級重犯為由，堅持要等候赤柱監獄當值醫生到場，方決定是否送，因此直到一個半小時後葉才被送院。大批警務人員及懲教署人員穿著防彈衣，荷槍實彈高度戒備，押送葉到瑪麗醫院接受治療。葉接受治療後。最後在2010年1月11日被判傷人罪成，把原有刑期延長6個月。
2010年9月1日，葉繼歡在監獄中訂裝書籍的工作坊工作時，與另外3名在囚人士發生口角，違反《監獄規則》，後來被裁定罪名成立，被判決懲罰多加監禁3日、扣除7日薪金及需要單獨囚禁7日等，有關刑罰使他本來可以於預計於2019年10月出獄的日期需要延後。葉繼歡因為不滿在紀律聆訊時未能夠聘請律師代為抗辯，於2012年年初申請司法覆核。8月23日，法官發出命令，同意撤銷葉繼歡的兩項違規定罪及相關刑罰，案件將會交由另外一個審裁委員會處理，懲教署需要支付訟費。其後懲教署與葉繼歡達成和解，雙方同意重新展開紀律聆訊。
2012年8月26日，葉繼歡身體不適，由赤柱監獄送入瑪麗醫院羈留病房留院接受治療。於同年9月3日上午11時許，葉繼歡需要再到瑪麗醫院接受磁力共振掃描。雖然葉繼歡的下身已經癱瘓多年，惟警務處不敢忽略，十多名荷槍實彈的警察一直押解著葉繼歡，以防葉繼歡再運用詐術逃離羈押。
2015年4月1日下午4時許，葉繼歡在3輛警察車輛押解下，由懲教署囚車送往瑪麗醫院接受治療。
2015年8月25日，葉繼歡與結婚12年的妻子離婚，原因不明。
葉繼歡多年來爭取接受中醫治療，懲教署以葉未能證明他適合中醫診治多於西醫診治及中西醫不產生衝突等理由拒絕。2016年11月，葉繼歡入稟高等法院申請司法覆核，認為署方做法不公，要求推翻懲教署不讓他接受中醫治療的決定。
2017年2月27日下午2時左右，葉繼歡因身體不適，再度由赤柱監獄送到瑪麗醫院，入住羈留病房。同年4月1日，葉因尿道炎再次入院。

### 逝世
2017年4月19日1時02分，葉繼歡因肺癌惡化在瑪麗醫院羈留病房離世，終年56歲。
2017年5月13日，在紅磡世界殯儀館設靈，由於家族傳統的關係，捨棄基督教，採用道教喪禮儀式，並有相當多江湖人士致贈花圈。
2017年5月14日，於當天出殯，出殯後隨即奉柩往鑽石山火葬場火化。

## 死因研訊
2018年6月，葉繼歡的死因研訊在死因庭召開。庭上證供指，葉繼歡2003年接受手術，在小腸切造口方便排尿，多年以來需長期服止痛藥及打嗎啡針，2004年要求中醫治療被拒，2013年初次診斷患肺癌，2016年X光肺片發現肺部有大範圍陰影，2017年3月經電腦掃描後證實患上肺癌。他另患有腎炎、尿道炎、睪丸炎、高血壓和貧血等多種疾病。診治他的精神科醫生指，百病纏身的葉繼歡晚年情緒低落及失眠。葉死時肺部癌細胞已侵蝕周邊組織，並轉移至腦部，一年內生存機率低於20%。
最終，由5人組成的陪審團一致裁定葉繼歡死於自然、死因是肺癌及癌細胞擴散至腦部。對於葉在獄中要求接受中醫診治被拒絕，陪審團建議懲教署考慮在獄中提供中醫服務供在囚人士選擇，亦建議醫院管理局急症室在發現病人肺部出現陰影時，應即時轉介病人到腫瘤科跟進，以盡早確定病人是否患癌。懲教署稱會考慮引入中醫治療的建議，但對醫管局的建議就記錄在案，不採納為「建議」。

## 其他
2005年8月，廉政公署在調查其它案件時拘捕赤柱監獄一名懲教助理，意外揭發他涉嫌違反《監獄條例》，答應為葉繼歡當信差，將分別寫給妻子及華人置業執行董事劉鑾雄信件帶離監獄。2006年5月，案件於東區裁判法院開審，該助理被控「將物品攜離監獄」及藏毒等罪，最後被裁定罪名成立，判罰款12,000港元。
一名於美國被通緝的性侵兒童疑犯弗里曼（Kenneth John Freeman），在2007年5月由中國內地進入香港期間被捕。在9月入住監獄醫院期間與葉繼歡相遇，葉繼歡由於經常咳嗽而被弗里曼投訴「擾人清夢」。
葉繼歡的妻女長居中國內地，但在他去世前已有3年沒有探望，他死後，妻子和女兒也沒有去送殯，但每當女兒來探監時，他會感到高興。

## 相關影視作品
- 1996年電影《悍匪》，由任達華飾演。
- 1998年無綫電視劇集《陀槍師姐》，由王俊棠飾演聶世官，影射葉繼歡，名字讀音與葉繼歡相近。
- 1998年電影《驚天大賊王》，由吳廷燁飾演。
- 1999年電影《轟天綁架大富豪》，由于榮光飾演。
- 其被捕過程由香港電台與警務處根據真實案例改編為2003年播出的《執法群英》——《千鈞一髮》單元。
- 2010年，美國犯罪刑緝頻道以葉繼歡為題材，製作《Hong Kong's King Of Thieves》記錄片[39]。
- 2010年電影《最．危險人物》，由黃子揚飾演嚴歡，影射葉繼歡。
- 2014年电视剧《再战明天》，由单立文饰演叶世響，影射葉繼歡。
- 2016年電影《樹大招風》，由任賢齊飾演的葉國歡，影射葉繼歡。
- 2018年電視劇《救妻同學會》，由姚兵飾演葉荼蘼，影射葉繼歡。
- 2020年電視劇《機場特警》，由許家傑飾演宋天機，影射葉繼歡。
- 2021年電視劇《逆天奇案》，由冼灝英飾演葉子雄，影射葉繼歡。
- 2023年電視劇《隱門》　　，由吳岱融飾演葉嘯天，影射葉繼歡。